# دژ بویینی بوغون

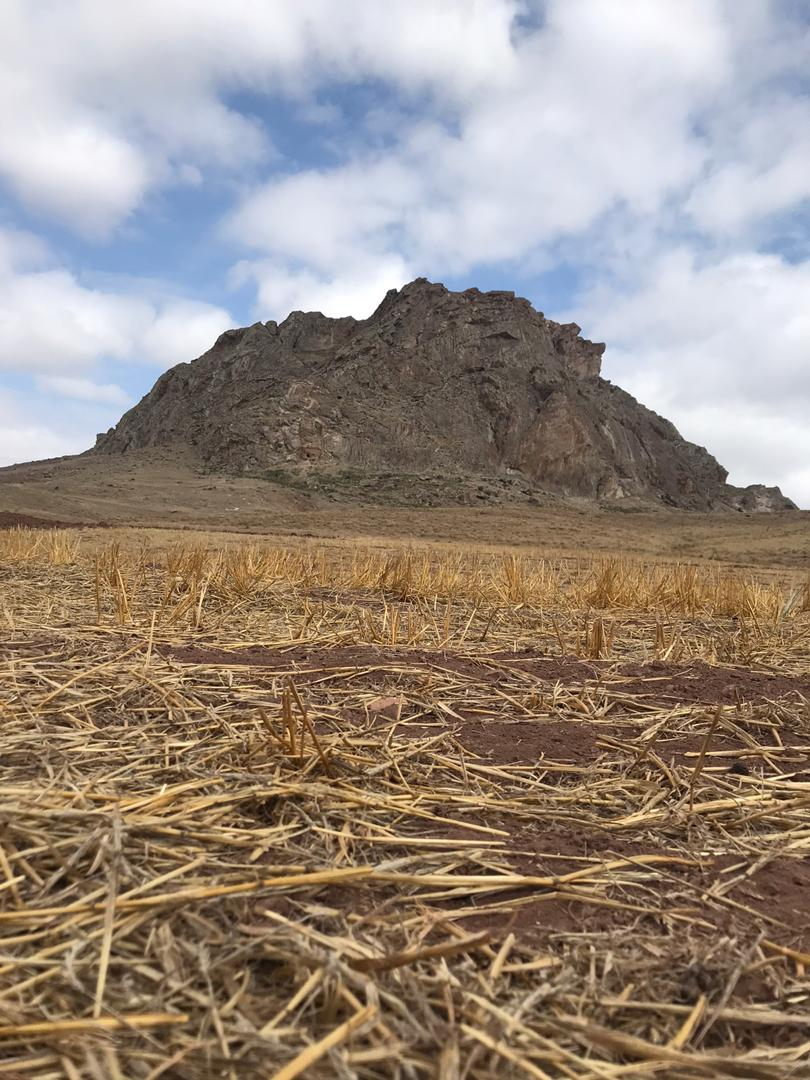

دژ بوینی یوغون در شهرستان نیر، روستای کورعباسلو واقع شده و این اثر در تاریخ ۱۰ مهر ۱۳۸۰ با شمارهٔ ثبت ۴۰۵۲ به‌عنوان یکی از آثار ملی ایران به ثبت رسیده است.